# Semaprochilodus kneri
Semaprochilodus kneri är en fiskart som först beskrevs av Pellegrin, 1909.  Semaprochilodus kneri ingår i släktet Semaprochilodus och familjen Prochilodontidae. Inga underarter finns listade i Catalogue of Life.